# Open Pau-Pyrénées
L'Open Pau-Pyrénées, noto anche come Teréga Open Pau-Pyrénées per ragioni di sponsorizzazione, è un torneo professionistico di tennis giocato sui campi in cemento indoor del Palais des Sports de Pau di Pau. Fa parte dell'ATP Challenger Tour e si gioca annualmente dal 2019.

## Albo d'oro

### Singolare
| Anno | Campione          | Finalista      | Punteggio           |
| ---- | ----------------- | -------------- | ------------------- |
| 2025 | Raphaël Collignon | Patrick Zahraj | 6–2, 6–4            |
| 2024 | Otto Virtanen     | Leandro Riedi  | 7–5, 7–5            |
| 2023 | Luca Van Assche   | Ugo Humbert    | 7–6(5), 4–6, 7–6(6) |
| 2022 | Quentin Halys     | Vasek Pospisil | 4–6, 6–4, 6–3       |
| 2021 | Radu Albot        | Jiří Lehečka   | 6–2, 7–6(5)         |
| 2020 | Ernests Gulbis    | Jerzy Janowicz | 6–3, 6–4            |
| 2019 | Aleksandr Bublik  | Norbert Gombos | 5–7, 6–3, 6–3       |

### Doppio
| Anno | Campioni                                 | Finalisti                                 | Punteggio           |
| ---- | ---------------------------------------- | ----------------------------------------- | ------------------- |
| 2025 | Jakob Schnaitter Mark Wallner            | Alexander Blockx Raphaël Collignon        | 6–4, 6(5)–7, [10–8] |
| 2024 | Christian Harrison Brandon Nakashima     | Romain Arneodo Sam Weissborn              | 7–6(5), 6–4         |
| 2023 | Dan Added Albano Olivetti (2)            | Julian Cash Constantin Frantzen           | 3–6, 6–1, [10–8]    |
| 2022 | Albano Olivetti (1) David Vega Hernández | Karol Drzewiecki Kacper Żuk               | walkover            |
| 2021 | Romain Arneodo Sam Weissborn             | Aisam-ul-Haq Qureshi David Vega Hernández | 6–4, 6–2            |
| 2020 | Benjamin Bonzi Antoine Hoang             | Simone Bolelli Florin Mergea              | 6–3, 6–2            |
| 2019 | Adil Shamasdin Scott Clayton             | Tristan-Samuel Weissborn Sander Arends    | 7–6(4), 5–7, [10–8] |